# Dario Zahora
Dario Zahora, hrvaški nogometaš, * 21. marec 1982, Vukovar, Jugoslavija.
Zahora je v slovenski ligi za klube Koper, Domžale in Interblock. Skupno je v prvi slovenski ligi odigral 73 prvenstvenih tekem in dosegel 44 golov. V sezoni 2007/08 je bil z dvaindvajsetimi goli najboljši strelec prve slovenske lige. Igral je tudi za Dinamo Zagreb, Croatia Sesvete, Slaven Belupo, Lokomotiva in Osijek v hrvaški ligi, Rosenborg v norveški ligi, Bnei Sakhnin v izraelski ligi in Lokomotiv Plovdiv v bolgarski ligi, od leta 2012 pa igral za Ergotelis v grški ligi.